# Moto Club de São Luís
Maillots
Dernière mise à jour : 13 février 2012.
Le Moto Club de São Luís (ou simplement Moto Club) est un club brésilien de football basé à São Luís dans l'État du Maranhão.

## Palmarès
- Championnat du Maranhão de football (26)
  - Champion : 1944, 1945, 1946, 1947, 1948, 1949, 1950, 1955, 1960, 1959, 1966, 1967, 1968, 1974, 1977, 1981, 1982, 1983, 1989, 2000, 2001, 2004, 2006, 2008, 2016, 2018